# Теистический сатанизм
Теисти́ческий сатани́зм (англ. Theistic Satanism), или традицио́нный сатани́зм, духо́вный сатани́зм — разновидность сатанизма, основанная на вере в то, что дьявол (Сатана) является божеством, достойным почитания или поклонения.
Организации, придерживающиеся теистических сатанистских верований, чаще всего, имеют мало приверженцев, слабо связаны друг с другом или представляют собой независимые самоорганизованные  группы.
Одной из примечательных характеристик теистического сатанизма является использование магической практики.
Большая часть  теистических сатанинских групп использует новые идеологические модели, независимые от авраамических религий. Противоположностью теистического сатанизма является атеистический сатанизм.
Формы поклонения в традиционном сатанизме весьма разнообразны. К сторонникам теистического сатанизма относится организация Радость Сатаны.
В некоторых семьях теистический сатанизм практиковался и практикуется на протяжении многих поколений.